# Macrodactylus pokornyanus
Macrodactylus pokornyanus är en skalbaggsart som beskrevs av Arce-pérez och Moron 2000. Macrodactylus pokornyanus ingår i släktet Macrodactylus och familjen Melolonthidae. Inga underarter finns listade i Catalogue of Life.